# Svaner
Svaner är ett folk i Svanetien, Georgien. De är övervägande ortodoxt kristna. De talar ett språk (eller dialekt) som är närstående georgiskan, tillhörande den kartveliska språkgruppen. Svanerna räknas ofta som en etnografisk undergrupp till georgierna.
Svanerna har tydligen varit kända ända sedan antiken, då klassiska författare talade om Soanes som var bosatta högt uppe i Kaukasusbergen. Hos svanerna förekommer typiska tornbyggnader längs bergsluttningarna, och varje torn sägs tillhöra olika klaner. Dessa typiska tornbyggnader återfinns här och där hos olika befolkningsgrupper i regionen, särskilt bland folken i Nordkaukasien.